# Генрих I фон Вианден
Генрих I фон Вианден (нем. Heinrich I von Vianden; умер в Палестине 19 ноября 1253) — маркграф Намюра с 1229 по 1237 (по правам жены), граф Виандена. Сын Фридриха III фон Виандена и Мехтильды фон Нойербург.

## Биография
В документе от 5 сентября 1214 года назван графом Виандена. Это означает одно из двух: или его отец к тому времени умер, или находился в Святой земле в составе войска крестоносцев. Согласно Histoire de la ville de Vianden et de ses comtes, Фридрих III совершил паломничество в Палестину, был схвачен арабами и несколько лет провёл в плену, его выкупили монахи ордена тринитариев.
Не позднее 1216 года Генрих I женился на Маргарите де Куртене (1194/98 — 1258 или раньше), вдове Рауля III, сеньора д’Иссудена, дочери Пьера де Куртене, графа Осера и Тоннера, императора Константинополя, и его второй жены Иоланды Фландрской, маркграфини Намюра. Она после смерти первого мужа унаследовала сеньории Шатонёф-сюр-Шер и Марёй-ан-Берри, а в 1229 году от брата Генриха — маркграфство Намюр, на которое претендовал также граф Фландрии Фернан. В 1237 году Намюр захватил другой брат Маргариты — император Латинской империи Балдуин II де Куртене.
В 1231 году вместе с женой основал аббатство Гранпре (Grandpré), в 1248 году в Виандене — монастырь Тринитариев.
В августе или сентябре 1252 года отправился в крестовый поход и умер в Святой земле. Его вдова приняла монашеский постриг в Мариентале.

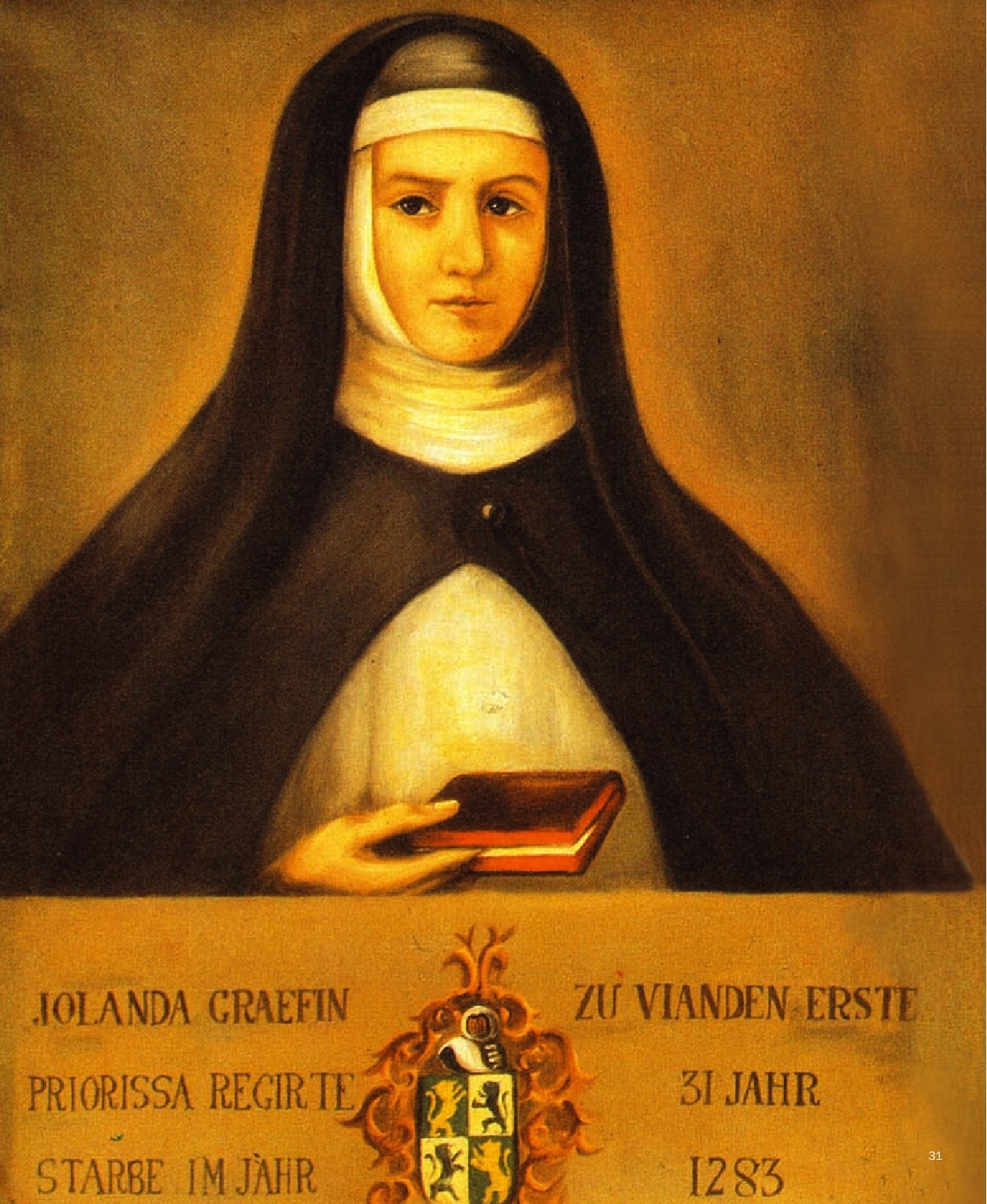
Иоланда де Вианден

## Семья
Дети:
- Фридрих (ум. 10.11.1247). Умер раньше отца. Его сын Генрих (1248—1291) унаследовал сеньорию Шёнекен (Schönecken).
- Филипп I (ум. 23.04.1272), граф Виандена.
- Генрих фон Вианден (ум. 03.06.1267), епископ Утрехта (1249).
- Петер, пробст в Льеже, затем доминиканский монах.
- Матильда, жена Иоанна Калояна Ангела (1193—1259), сына императора Исаака II.
- Иоланда (1233—1283), приоресса в Мариентале с 1258, блаженная Римской католической церкви.